# Cordón de Lechuguilla
Cordón de Lechuguilla är en ort i Mexiko.   Den ligger i kommunen Guadalupe y Calvo och delstaten Chihuahua, i den nordvästra delen av landet, 1 100 km nordväst om huvudstaden Mexico City. Cordón de Lechuguilla ligger 2 385 meter över havet och antalet invånare är 125.
Terrängen runt Cordón de Lechuguilla är kuperad åt nordost, men åt sydväst är den bergig. Runt Cordón de Lechuguilla är det mycket glesbefolkat, med 6 invånare per kvadratkilometer. Närmaste större samhälle är Guadalupe y Calvo, 17,7 km sydost om Cordón de Lechuguilla. I omgivningarna runt Cordón de Lechuguilla växer huvudsakligen savannskog.